# Park Szczęśliwicki

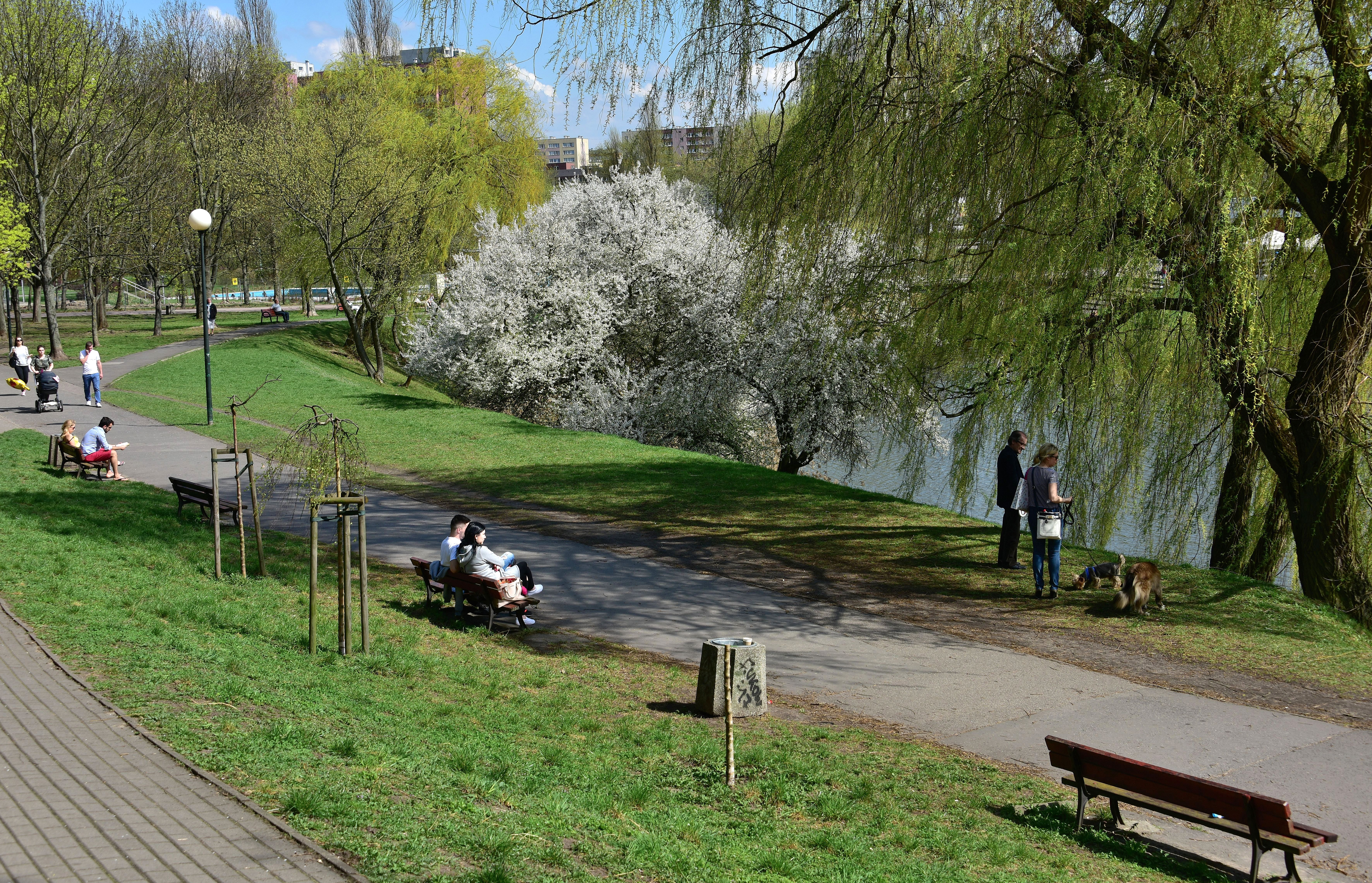
Jedna z alejek w parku

Park Szczęśliwicki – park miejski na warszawskiej Ochocie, między ulicą Włodarzewską a ulicą Drawską.

## Historia
Park założony w latach 60. XX w. na obszarze leżącym tuż za przedwojenną granicą warszawskiego Rakowca, w południowej części świeżo wówczas włączonych do Warszawy Szczęśliwic. Obszar ten ze względu na wydobycie gliny dla cegielni braci Oppenheimów nie został zabudowany umocnieniami Twierdzy Warszawa, leżąc między fortami Szczęśliwice a Rakowiec, których sąsiedztwo z kolei wykluczało zabudowę mieszkalną. Otwarte, niezagospodarowane tereny bywały miejscem stacjonowania taborów cygańskich. Po wojnie było to również miejsce wywozu śmieci, zwłaszcza gruzu. Ostatecznie tereny po wyrobiskach gliny i usypiska poddano rekultywacji. Na kopcu utworzono stok narciarski, a z glinianek zbiorniki rekreacyjno-wędkarskie. Większość obszaru zadrzewiono. Park powstał w czynie społecznym.
Nazwa parku pochodzi od nazwy dawnej wsi Stenclewice (Szczęśliwice).
Pod koniec lat 90. XX w. rozbudowano infrastrukturę narciarską, jak również wyłączono ok. 0,5 ha powierzchni, przeznaczając ją pod budowę kościoła św. Grzegorza Wielkiego. Obecnie park ma charakter sportowo-wypoczynkowy. Organizowane są w nim różnego rodzaju festyny itp. imprezy.
Park Szczęśliwicki był przez warszawiaków czwartym najczęściej wskazywanym obszarem zieleni i aktywnego wypoczynku oraz ósmym w kolejności ulubionym miejscem w przeprowadzonej na przełomie lat 2018/2019 ankiecie do Studium uwarunkowań i kierunków zagospodarowania przestrzennego m. st. Warszawy.

## Położenie
Od północy ograniczony jest ulicą Drawską z rondem Bohdana Pniewskiego na skrzyżowaniu z ul. Szczęśliwicką, za którą leżą osiedla mieszkaniowych Szczęśliwic. Na wschodzie sąsiaduje z pętlą autobusową Szczęśliwice i zabudowaniami ulic Dickensa, Urbanistów i Korotyńskiego. Od południa ograniczony jest ul. Włodarzewską, przy czym w południowo-wschodniej części sąsiaduje bezpośrednio z zabudową ulic Bielskiej, Usypiskowej (o nazwie związanej z przeznaczeniem tego obszaru tuż po wojnie), Lirowej i Sadurki (Nowosolipsowskiej), a w południowo-zachodniej części obszarem zabudowań parafii św. Grzegorza Wielkiego. Od zachodu ograniczony jest ul. Przy Parku i przedłużeniem ul. Drawskiej. Od północnego zachodu styka się z obszarem Fortu Szczęśliwice, obecnie w większości zajętym przez ogródki działkowe.

## Flora i fauna
W skali Warszawy park jest uznawany za ostoję o znaczącej randze dla zachowania różnorodności biologicznej, a zwłaszcza fauny.
Antropogeniczne pochodzenie podłoża sprawia, że pokrywające go gleby (podobnie jak niektórych innych obszarów warszawskiej zieleni miejskiej) są uznane za silnie zdegradowane. Z tego względu wśród roślin znaczny udział mają gatunki pionierskie, np. topole. Wśród nasadzeń i spontanicznie wyrosłych drzew występują różne gatunki i kultywary lip (Tilia sp.), topoli (Populus sp.), klonów (Acer sp.), jarzębów (Sorbus sp.), kasztanowców (Aesculus sp.), jesionów (Fraxinus sep.), dereni (Cornus sp.), krzewuszek (Weigela sp.), berberysów (Berberis sp.), tawuł (Spirea sp.), migdałka (Prunus triloba) i in.
Wśród zwierząt występujących na terenie Parku Szczęśliwickiego znajdują się następujące gatunki ptaków: łabędź niemy (Cygnus olor), czernica (Aythya fuligula), łyska (Fulica atra), rokitniczka (Acrocephalus schoenbaenus), trzciniak (Acrocephalus arundinaceus), modraszka (Parus caeruleus), bogatka (Parus major) i in., np. krukowate. Według obserwacji amatorskich, do 2014 r. na terenie parku stwierdzono 70 gatunków ptaków, przy czym w większości nie są to gatunki lęgowe. Wśród częściej obserwowanych, a jednocześnie niepospolitych, gatunków znajdują się dzięcioł białoszyi (Dendrocopos syriacus) (ze względu na brak dziuplastych drzew najprawdopodobniej gniazdujący poza parkiem) i bączek (Ixobrychus minutus). Bardziej pospolite w skali Polski gatunki zalatujące do parku, zwłaszcza w okresie sezonowych migracji, to m.in. mysikrólik (Regulus regulus), kwiczoł (Turdus pilaris), rudzik (Erithacus rubecula), raniuszek (Aegithalos caudatus), bernikla kanadyjska (Branta canadensis), mewa śmieszka (Chroicocephalus ridibundus), mewa siwa (Larus canus), mewa srebrzysta (Larus argentatus), gil (Pyrrhula pyrrhula), jemiołuszka (Bombycilla garrulus), czyż (Spinus spinus).
Wśród płazów notowane są jedynie żaba wodna, ropucha szara i ropucha zielona. W gliniance żyje 11 gatunków ryb. Odnotowano również pojawianie się żółwia czerwonolicego.

## Glinianki Szczęśliwickie
Dwa największe wyrobiska gliny połączono kanałem tworząc zbiornik Glinianki Szczęśliwickie o powierzchni ok. 7 ha. Mniejsza sadzawka znajduje się w zachodniej części parku. Ponadto na terenie parku znajduje się otwarty basen (na przełomie XX i XXI w. przejściowo nieczynny i wyłączony spod administracji parku). Glinianki Szczęśliwickie są zarybione. Nadzór nad nimi sprawuje Okręg Mazowiecki Polskiego Związku Wędkarskiego (Koło PZW nr 7 Warszawa Ochota). Nad kanałem poprowadzony jest mostek, a nad zbiornikiem wybudowano pomost i przystań dla kajaków i łódek. Poziom wód w stawie jest zmienny. W pobliżu parku znajdują się kolejna glinianka (na południe od ul. Włodarzewskiej) i Fosa Szczęśliwicka (na terenie Fortu Szczęśliwice).
W wyrobisku gliny ze Szczęśliwic, jeszcze w czasie jej pozyskiwania (w 1935 roku) znaleziono zęby kopalnego nosorożca Mercka.

## Górka Szczęśliwicka
Górka Szczęśliwicka (Kopiec Szczęśliwicki) jest wzniesieniem pochodzenia antropogenicznego. Ma wysokość – według różnych źródeł 138 m n.p.m. lub 152 m n.p.m. Kopiec gruzowy został przykryty metrową warstwą ziemi. Jego południowy stok jest stosunkowo stromy, a na północnym urządzono stok narciarski. Obecnie mieści się tam Całoroczny Stok Narciarski Szczęśliwice – obiekt Warszawskiego Ośrodka Sportu i Rekreacji. Ma on różnicę poziomów 44 m, przy średnim nachyleniu 12°. Działają na nim wyciąg narciarski i kolejka grawitacyjna. Zimą może być dośnieżany, a latem zjeżdżanie możliwe jest dzięki odpowiedniemu zraszanemu materiałowi zjazdu.